# کالیبر ۵۱×۷٫۶۲ میلی‌متر ناتو
کالیبر ۵۱×۷٫۶۲ میلی‌متر ناتو (انگلیسی: 7.62×51mm NATO) یا با نام رسمی آن در سازمان پیمان آتلانیتک شمالی ۷٫۶۲ ناتو (انگلیسی: 7.62 NATO)، یک فشنگ تفنگ گلوله‌زنی و مسلسل سبک بدون لبه و دارای گلوگاه است. این یک استاندارد برای سلاح های کوچک در میان کشورهای ناتو است.

## سلاح‌های کالیبر ۵۱×۷٫۶۲ میلی‌متر

### تفنگ خودکار
- آی‌ام‌آی جلیل

### تفنگ جنگی
- ژ۳

### مسلسل
- مینی‌گان
- اف‌ان ام‌آژ
- مسلسل ام۶۰
- ام۱۹۱۹ برونینگ
- ام‌گه۳
- یوکا وی‌زد. ۵۹

### تفنگ نیمه‌خودکار
- اس‌آر-۲۵
- ام۱ گرند